# Finley Burns
Finley Jack Burns, född 17 juni 2003, är en engelsk fotbollsspelare som spelar för Manchester City i Premier League. Burns spelstil är stark och explosiv, och han har jämförts med Nemanja Vidic.